# Mareuil-lès-Meaux
Mareuil-lès-Meaux è un comune francese di 2 174 abitanti situato nel dipartimento di Senna e Marna nella regione dell'Île-de-France. È l'attuale residenza dell'ex membro e cofondatore degli 883, Mauro Repetto.

## Società

### Evoluzione demografica
Abitanti censiti